# Paul Maar

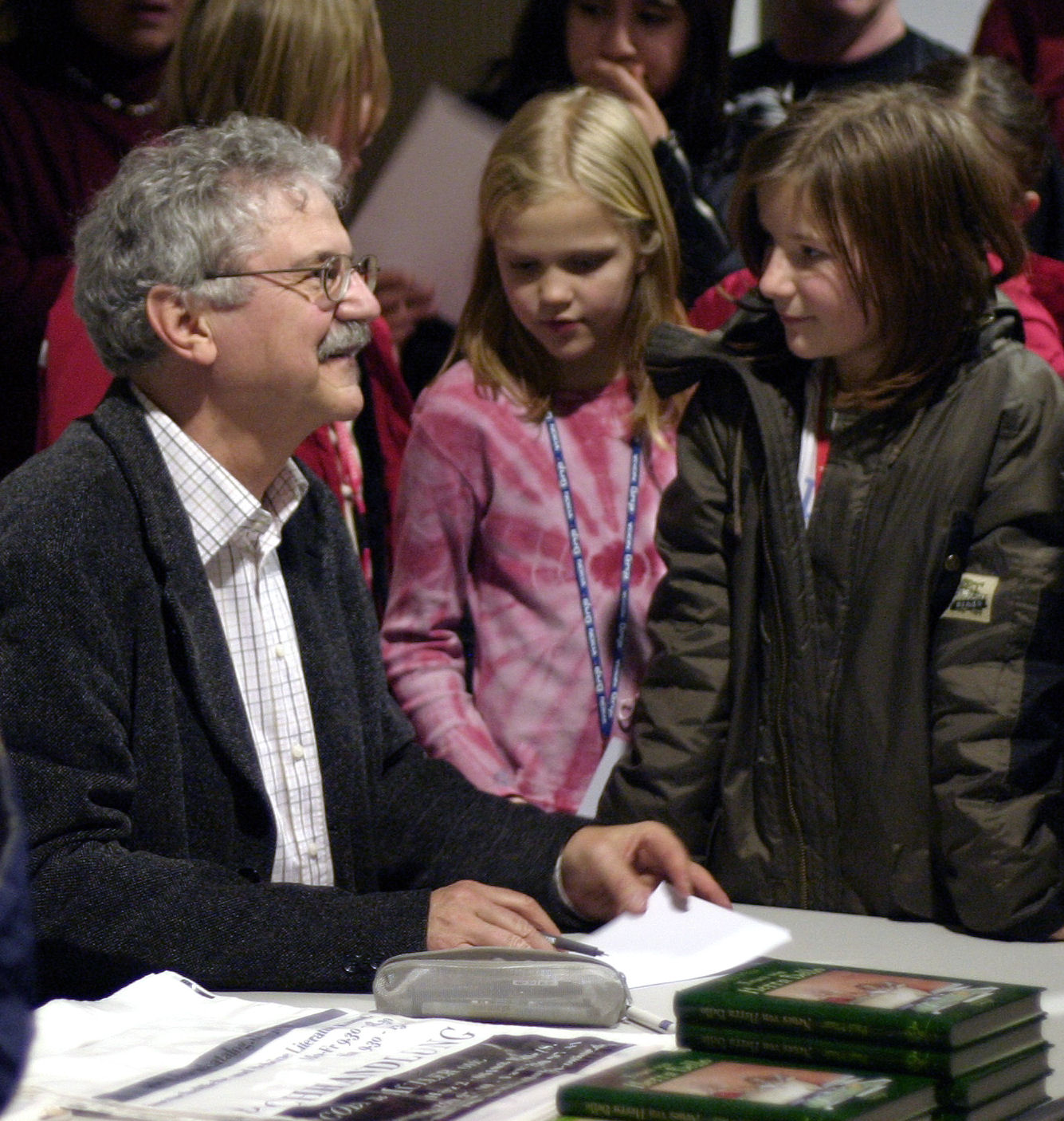
Paul Maar.

Paul Maar (13 de diciembre de 1937 en Schweinfurt) es un escritor e ilustrador alemán.
Es uno de los autores para niños más conocidos en Alemania. Cuando terminó el bachillerato, estudió pintura e historia del arte en la Kunstakademie (Escuela Superior de Arte) de Stuttgart; después trabajó como profesor de arte durante seis años. Hoy vive en Bamberg, y trabaja como escritor e ilustrador. Está casado y tiene tres hijos. Paul Maar escribe libros infantiles y juveniles y, con su mujer Nele Maar, traduce libros infantiles del inglés. También escribe obras de teatro infantiles y guiones de programas infantiles para televisión. Paul Maar dibuja él mismo los personajes de sus historias, pero también hace ilustraciones para otros libros. Su personaje más conocido es sin duda Sams, un descarado ser fabuloso que tiene puntos de deseo en la cara. 
Ha obtenido, entre otros, el premio Hnos Grimm, el E.T.A Hoffmann, y el premio Especial de Literatura Alemana para jóvenes por el conjunto de su obra.

### Sus obras traducidas al español
- Herr Bello und das blaue Wunder. (2005). El señor Bello y el elixir azúl. Trad. por María Falcón Quintana, Siruela: Madrid, 2006
- Wer ist der Größste?. (2004). Yo soy el más alto. Trad. por Christiane Reyes, Juventud: Barcelona, 2005
- Lisas Reise. (1996) El viaje de Lisa. Trad. por Pablo Martinez Lozada, Fondo de Cultura Económica: Ciudad de México, 2004
- Anne will ein Zwilling werden. (1982).  Anne quiere ser gemela. Trad. por Rosa Pilar Blanco, Alfaguara: Madrid, 2000
- Die vergessene Tür. (1982). La puerta olvidada. Trad. por Rafael Arteaga, Norma: Barcelona, 1997
- Der Tag, an dem Tante Marga verschwand. (1986). El día en que desapareció tía Marga. Trad. por Marinella Terzi, Ediciones SM: Madrid, 1996
- Robert und Trebor. (1985). Roberto y Otrebor. Trad. por Rafael Arteaga, Norma: Barcelona, 1994
- Das kleine Känguru lernt fliegen. (1990). El canguro aprende a volar. Trad por María Antonieta Nalus Feres, Norma SA:Bogotá, 1992
- Der tätowierte Hund. (1968). El perro tatuado. Trad. por Marta M. Arellano, Alfaguara: Madrid, 1989